# Oakland (Maryland)
Pour les articles homonymes, voir Oakland.
La ville d’Oakland est le siège du comté de Garrett, dans l’État du Maryland, aux États-Unis. Sa population s’élevait à 1 925 habitants lors du recensement de 2010, estimée à 1 873 habitants en 2016.

## Histoire
Oakland a été incorporée en 1862.

## Source
- (en) Cet article est partiellement ou en totalité issu de l’article de Wikipédia en anglais intitulé « Oakland, Maryland » (voir la liste des auteurs).